# Zdeněk Švestka
Zdeněk Švestka, né le 30 septembre 1925 à Prague (Tchécoslovaquie) et mort le 2 mars 2013 à Bunschoten (Pays-Bas), est un astronome tchèque. Pendant plusieurs décennies[évasif], il a été le plus grand expert mondial des éruptions solaires. Il a étudié les mathématiques et la physique à l'université Charles de Prague jusqu'à l'obtention de son diplôme en 1948. Avec Cornelis de Jager, il a été cofondateur et rédacteur en chef de la revue Solar Physics (en). Pendant 38 ans, de la création de la revue en 1967 jusqu'à sa retraite en 2005, il s'est occupé de tous les articles sur les éruptions solaires, tandis que De Jager s'est occupé de tout le reste. La planète mineure (17805) Švestka porte son nom.